# Petra Soukupová

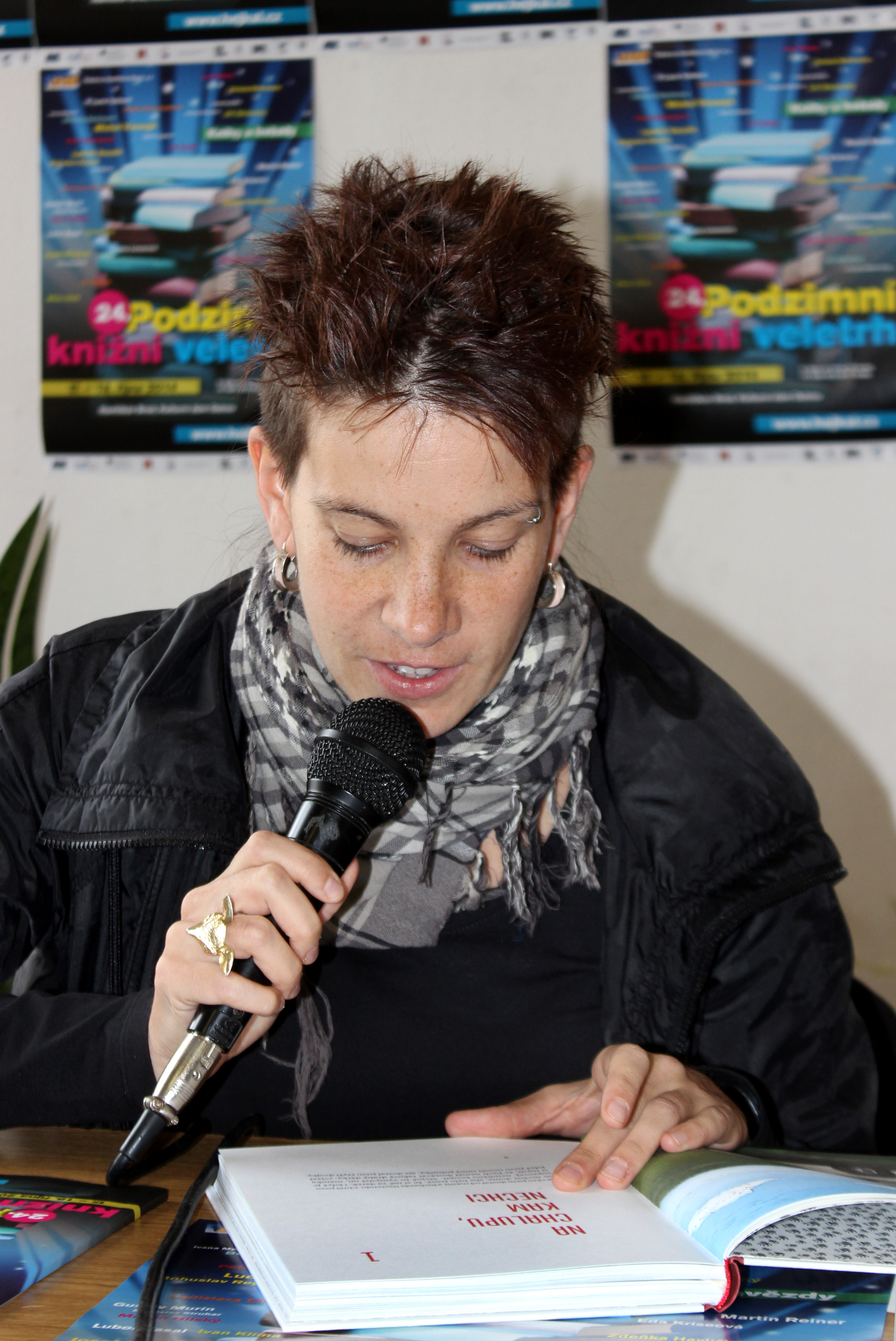
Petra Soukupová v roce 2014

Petra Soukupová (* 25. července 1982 Česká Lípa) je česká spisovatelka a scenáristka, laureátka literárních cen Magnesia Litera 2010 v kategorii Kniha roku za prózu Zmizet a Ceny Jiřího Ortena 2008 pro mladé literáty za knihu K moři.

## Život
K povídce „Na krátko“ vytvořila scénář, za nějž v roce 2009 obdržela 3. místo v soutěži Cena Sazky za nerealizovaný scénář. Tímto scénářem absolvovala obory scenáristika a dramaturgie na Filmové a televizní fakultě Akademie múzických umění v Praze. Kniha K moři se stala předlohou pro napsání scénáře, za který obdržela nejvyšší ocenění ve 2. ročníku soutěže scenáristů Nadace Barrandov & RWE. Scénář plánovala pod stejným názvem natočit Karin Babinská, k realizaci však nedošlo.
Za triptych Zmizet byla vedle zisku Magnesie Litery také nominována na Cenu Josefa Škvoreckého. Litera výrazně zvýšila poptávku po knize, zatímco před jejím oceněním se prodalo kolem 2500 výtisků knihy, do konce srpna 2010 už to bylo 9776 výtisků a na začátku roku 2011 12 000 výtisků. V roce 2012 vyšla kniha Zmizet v polštině. Román Věci, na které nastal čas byl vydán v roce 2020 z již publikovaných povídek, které autorka upravila, rozšířila o zcela nové texty a vše propojila do románového příběhu.
V letech 2008–2010 působila v televizi jako scenáristka seriálu Comeback, s Tomášem Baldýnským psala i seriál Kosmo. Od roku 2011 pracuje jako dramaturgyně seriálu Ulice.
Její knihy vyšly v Bosně a Hercegovině, Albánii, Bulharsku, Chorvatsku, Itálii, Maďarsku, Makedonii, Srbsku, Polsku, Slovinsku a ve Vietnamu. Kromě toho postupně vycházejí v audiální formě ve vydavatelství OneHot BOOk.
V lednu 2013 se jí a Tomáši Baldýnskému narodila dcera Marla.

## Dílo
- K moři. Brno: Host, 2007. ISBN 978-80-85935-98-1
- Zmizet. Brno: Host, 2009. ISBN 978-80-7294-317-3. 2. vyd. 2011. ISBN 978-80-7294-439-2. Zmizet (audiokniha). Praha: OneHotBook, 2014
- Marta v roce vetřelce. Brno: Host, 2011. ISBN 978-80-7294-521-4
- Bertík a čmuchadlo. Brno: Host, 2014. ISBN 978-80-7491-248-1. Bertík a čmuchadlo (audiokniha). Praha: OneHotBook, 2014
- Pod sněhem. Brno: Host, 2015. ISBN 978-80-7491-493-5
- Kdo zabil Snížka?. Brno: Host, 2017. ISBN 978-80-7577-226-8
- Nejlepší pro všechny. Brno: Host, 2017. ISBN 978-80-7577-400-2
- Klub divných dětí. Brno: Host, 2019. ISBN 978-80-275-0129-8
- Věci, na které nastal čas. Román z povídek. Brno: Host, 2020. ISBN 978-80-275-0390-2
- Nikdo není sám. Brno: Host, 2022.
- Divné děti a smutná kočka. Brno: Host, 2023

## Scenáristická filmografie
- Na krátko, 2018
- Kafe & Cigárko, 2017
- Helena, 2012
- Comeback, 2008–2011

## Ocenění
- Za román K moři získala Cenu Jiřího Ortena a nominaci na Cenu Josefa Škvoreckého a Magnesia Litera.
- Povídka Na krátko obsadila 3. místo v soutěži Cena Sazky za nerealizovaný scénář.
- Kniha Zmizet byla nominována na Cenu Josefa Škvoreckého a v roce 2010 získala v rámci cen Magnesia Litera hlavní ocenění – Kniha roku.